# شوهرت داره میاد
شوهرت داره میاد (به انگلیسی: Here Comes Your Man) ترانه‌ای از گروه پیکسیز، گروه آلترنیتیو راک آمریکایی است. این ترانه توسط بلک فرانسیس نوشته و خوانده شده است. این ترانه در دومین آلبوم استودیویی گروه به نام دولیتل قرار دارد که در سال ۱۹۸۹ منتشر شد. مشابه بقیه ترانه‌های آلبوم، تهیه‌کنندگی این ترانه را گیل نورتون بر عهده داشته است. این ترانه فرانسیس در نوجوانی نوشته است و اولین بار برای نوار دموی گروه که در سال ۱۹۸۷ ضبط شد، اما نه در آلبوم روزای موج‌سوار و نه در آلبوم چندآهنگه Come On Pilgrim قرار نگرفت، چرا که فرانسیس برای منتشر کردن آهنگ بی‌میل بود. منقدین از این آهنگ به عنوان آهنگی یاد می‌کنند که باعث موفقیت گروه پیکسیز شد.